# Mazo de la Roche
Mazo de la Roche   (Newmarket, 15 de gener de 1879 - Toronto, 12 de juliol de 1961) va ser una escriptora canadenca, coneguda especialment per la seva sèrie de novel·les Jalna, que van tenir un gran èxit.

## Primers anys
Mazo de la Roche era la filla única de William i Alberta Roche. De la Roche va ser una nena solitària i la seva família es traslladava constantment a causa de les malalties de la seva mare i de la feina del seu pare. Des de ben petita es va convertir en una lectora àvida i va crear un món fictici que va anomenat "The Play" (L'Obra). Als nou anys va escriure el seu primer conte.
Quan de la Roche tenia set anys, els seus pare van adoptar la seva cosina òrfena, Caroline Clement, que es convertiria en la seva companya de jocs i amb qui va conservar l'amistat durant tota la vida. El 1931 Mazo de la Roche i Caroline Clement van adoptar dos fills d‘uns amics seus que havien mort. Això era inusual en aquella època, ja que les adopcions per part de dones solteres no eren permeses al Regne Unit.

## Inicis de la carrera
De la Roche va publicar el seu primer conte el 1902 a la Munsey's Magazine, però no va dedicar-se a la seva carrera literària a temps complet fins després de la mort del seu pare. Les seves primeres dues novel·les, Possession (1923) i Delight (1925), eren novel·les romàntiques i no la van ajudar a aconseguir més reconeixement.
De la Roche va enviar la seva tercera novel·la, Jalna, a la revista nord-americana The Atlantic Monthly, i va rebre un pagament de 10.000 dòlars. L'èxit de la novel·la, publicada el 1927, va incrementar substancialment la seva fama.

## Saga Jalna
Els seus llibres es van convertir en supervendes i la sèrie Jalna, també coneguda com les Whiteoak Chronicles, va completar-se amb 16 novel·les addicionals. La sèrie narra la història de la família Whiteoak entre 1854 i 1954. No obstant això, les novel·les no van ser escrites de manera seqüencial i cadascuna pot ser llegida de manera independent. El nom de la sèrie ve de la mansió de la família Whiteoak.
La sèrie va vendre més d’11 milions de còpies en anglès i va traduir-se a 92 idiomes. En 1935 es va realitzar un film titulat Jalna, basat en la novel·la, i el 1972 la CBC va produir una sèrie televisiva també basada en el text.

## Mort
Mazo de la Roche va morir als 82 anys a Toronto i va ser enterrada a l'església anglicana de St. George's, a Sutton (Ontario). La seva casa a la Bayview Avenue de Toronto va ser comprada per la Societat Zoroastrista d'Ontario el 1975. La casa està registrada com una Heritage Property de Toronto.